# CSM Târgu Mureș (fotbal feminin)
CSM Târgu Mureș este un club de fotbal feminin din Târgu Mureș, România.

## Istoric denumiri
- 2005–2009: AS City'US Târgu Mureș
- 2009–2013: FCM Târgu Mureș
- 2013–2017: ASA Târgu Mureș[1]
- 2018–prezent: CSM Târgu Mureș

## Palmares
Intern
 Liga I
 Campioană (1): 2010
 Vicecampioană (6): 2011, 2012, 2013, 2014, 2015, 2016
 Cupa României
 Câștigătoare (2): 2009–2010, 2015–2016
 Finalistă (4): 2010–2011, 2011–2012, 2012–2013, 2013–2014, 2014–2015